# Сфагнум загострений
Сфагнум загострений (Sphagnum cuspidatum) — вид мохів порядку торфовикальних (Sphagnales).

## Поширення
Батьківщиною є Європа, Африка, Північна Америка, Південна Америка, Азія, Австралія.
Часто віддає перевагу затопленим або підводним місцям. Основними місцями існування є пустелі та болота, які знаходяться під великою загрозою через осушення та видобуток торфу (видобуток торфу). Поширений як у низинах, так і на висотах до 1500 метрів.

## Характеристика
Самі рослини мають жовтувато-зелений або коричневий колір і дещо блискучі при висушуванні; головки червоні, червонувато-коричневі або плямисто-коричневі.